# Clima atlántico en España
 
Bajo esta denominación genérica se engloban los climas del norte y noroeste peninsular. Tienen en común el hallarse bajo los efectos del mismo océano, pero la diferente [latitud] y la presencia del [Relieve terrestre|relieve] en las inmediaciones de la costa originan contrastes térmicos y pluviométricos notables.

## Clima atlántico

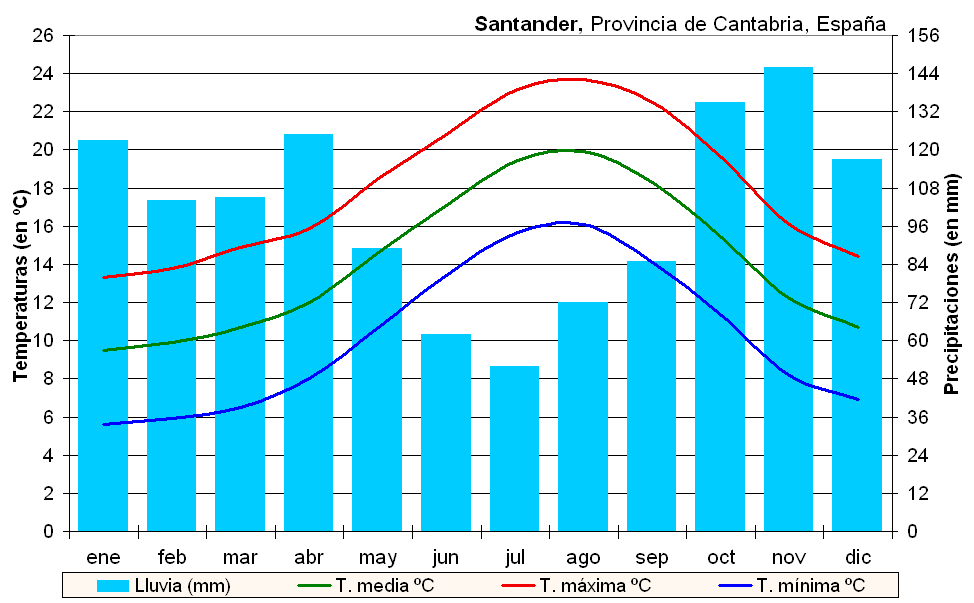
Clima de Santander (España).

(Cfb). Se extiende por la cornisa cantábrica y la costa gallega, con una penetración hacia el interior que apenas supera los 100 km. Entre los climas peninsulares ofrece el régimen menos contrastado. Mes a mes se mantiene un ritmo constante en las precipitaciones, humedad, temperaturas, insolación, etc.
Las precipitaciones son muy abundantes y se sitúan casi siempre por encima de los 1000 mm (Vigo 1791 mm, Pontevedra 1595 mm, La Coruña 971 mm, Oviedo 964 mm, Santander 1198 mm, Bilbao 1.258 mm y San Sebastián 1.529 mm). Además de copiosas, las lluvias están muy bien repartidas a lo largo del año, con un máximo en otoño-invierno y un mínimo estival, aunque ningún mes recibe menos de 30 mm. Los 150-160 días de precipitación anual suponen la presencia de lluvia un día sí y otro no, de media. La intensidad de su caída es baja y recibe los nombres de chirimiri, orballo, morrina y calabobos. En estas condiciones, la humedad relativa es alta (80-90%) durante todo el año.
Las temperaturas medias son suaves pues oscilan entre los 12° de Lugo y los 14° de Vigo, pasando por los 13° de San Sebastián y los 14,1° de Gijón. La media de enero no baja de los 6° y la de julio no supera los 20°, lo que nos da una amplitud térmica entre 9-11°, la más baja de la Península. Los veranos son a su vez, lo más suaves de toda España, siendo muy raros los periodos de calor extremo que sí son frecuentes en otras zonas del país. 
Las heladas son poco frecuentes en esta franja costera (menos de 10 días al año). Sorprende, sin embargo, que Galicia vaya a la cabeza entre las regiones peninsulares por los días de granizo, que tienen lugar durante el invierno como fruto de tormentas de origen frontal. Los granos de hielo son de tamaño reducido (5 mm) y sus efectos destructivos están muy lejos de los originados en otras zonas como la Mancha, el valle del Ebro o la costa del Mediterráneo. 
Existe una clara diferencia entre la cornisa cantábrica y el noroeste gallego. La primera, abierta tanto a las advecciones del norte como a las del noroeste, es algo más fresca que la segunda y su cielo aparece cubierto de nubes con mayor frecuencia. Sin embargo, la llegada de los vientos húmedos del sur, tras cruzar la Cordillera Cantábrica, eleva las temperaturas de finales del invierno y comienzos de la primavera debido al efecto föhen. Esta es la explicación de las máximas absolutas en la costa durante los meses de febrero (Gijón 28,8° y Bilbao 26,6°) y marzo (Gijón 31° y Santander 30°).
La costa gallega ofrece un régimen más lluvioso, con alguna excepción como La Coruña, y con menores contrastes térmicos que la zona cantábrica por hallarse bajo los efectos de las masas más cálidas y húmedas, arrastradas por los vientos del oeste y suroeste.

## Clima oceánico subtropical

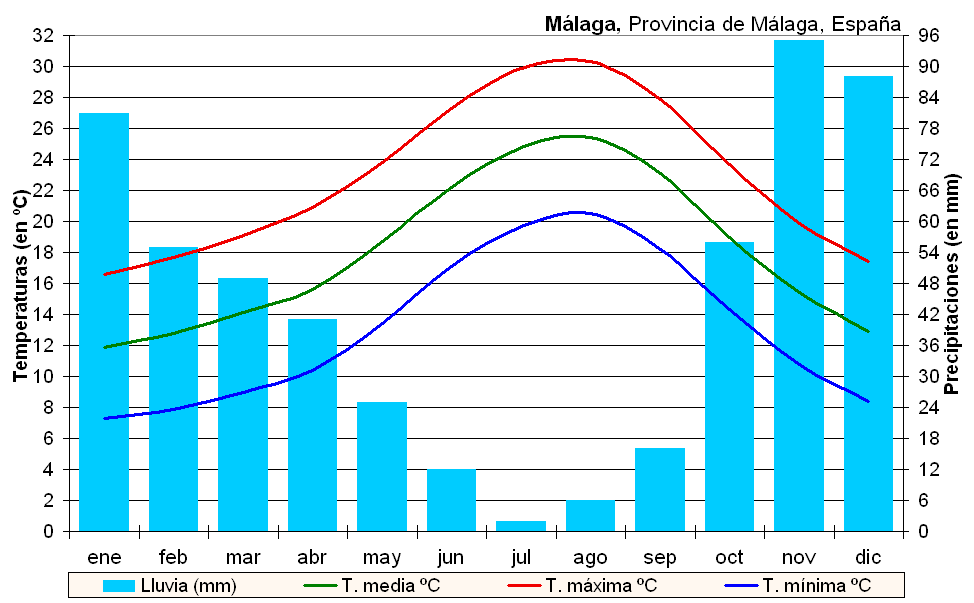
Clima de Málaga (España).

(Csa). Las semejanzas con el clima anterior no son muchas y se reducen a que también en este caso la presencia del mar es determinante. Se extiende por la costa andaluza desde la desembocadura del Guadiana hasta los llanos de Almería, penetrando unas decenas de km hacia el interior.
Las precipitaciones se mueven entre los 462 mm de Huelva y los 685 mm de Tarifa, tienen carácter invernal (noviembre-marzo) y son traídas por los vientos del oeste y suroeste. Disminuyen paulatinamente hacia el noreste y el factor orográfico es determinante, pues logra acaparar grandes volúmenes en las primeras estribaciones de las Cordilleras Béticas. Los días de lluvia oscilan entre los 40 del Golfo de Cádiz y los 80 de Tarifa y la intensidad horaria ha llegado a rebasar los 300 mm/día en la costa del Sol. Este aspecto sí que marca una diferencia profunda con respecto al norte, al igual que los días de granizo, que en el sur no pasan de tres.
Las temperaturas medias anuales son de 18°. El mes de enero está en torno a los 11º y no presenta una diferencia marcada con el norte (10,2° en Vigo y 9,8° en Santander). No ocurre lo mismo en el mes de julio, pues las cálidas temperaturas norteñas se transforman en calurosas en el sur (25°), donde la amplitud térmica (14°) es todavía muy moderada.
En esta enumeración de semejanzas y contrastes entre ambos climas de influencia oceánica hay que destacar sobre todo las diferencias veraniegas. Mientras el norte queda bajo la influencia del frente polar, pródigo en lluvias, el sur pertenece a las bajas presiones subtropicales, lo que se traduce en olas de calor y sequía casi absoluta: 10 mm en Huelva, 14 mm en San Fernando de Cádiz, 12 mm en Tarifa y 13 mm en Málaga a repartir entre los meses de junio, julio y agosto. En este mismo periodo La Coruña recibe 121 mm, Pontevedra 138mm, Gijón 151 mm, Santander 212 mm y San Sebastián 303 mm.

## Clima oceánico de transición

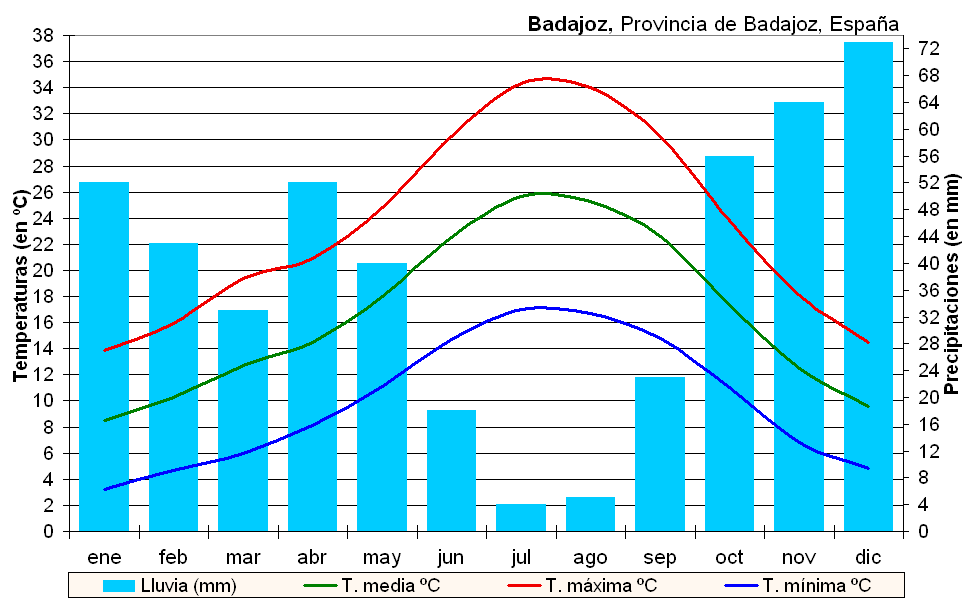
Clima de Badajoz (España).

(Csb). Este es un buen ejemplo de la ausencia de límites precisos para acotar un clima. El oceánico de transición, de invierno frío o semimarítimo según unos u otros autores, posee características tanto del dominio oceánico como del continental. La influencia oceánica se traduce en unas precipitaciones todavía abundantes, por encima de los 800 mm, y de carácter invernal. El influjo del continente se hace sentir en los fríos invernales, con varios meses por debajo de los 6º de media. Cuando se traspasan las cumbres cantábricas hacia la vertiente sur (sotavento), las lluvias descienden por debajo de los 600 mm, se eleva algún grado la temperatura media del mes más cálido y aumenta la amplitud térmica con respecto a la costa.
El clima oceánico de transición, que también equivale a un continental suavizado, se extiende hacia el interior como una franja paralela del oceánico húmedo y del subtropical. Por tanto hay que distinguir en él dos ámbitos, el septentrional y el meridional.
El septentrional va desde el interior gallego hasta los Pirineos occidentales y ocupa la provincia de Orense, el sur de las provincias de Lugo, Asturias, Cantabria, Vizcaya y Guipúzcoa y el norte de las provincias de León, Palencia, Burgos, Álava, Navarra, La Rioja y Huesca. El relieve es un factor determinante: las características descritas se refieren a las tierras que no superan los 600-700 m de altitud, porque las zonas más elevadas van adquiriendo rasgos de un clima de montaña. También marcan notables diferencias la orientación de las laderas y la ubicación de algunos valles abiertos a la advecciones atlánticas, como sucede en la comarca de El Ribeiro en el valle del Miño, con medias en el mes de enero por encima de los 7º. También pueden darse influencias del interior continental y algunos rasgos de montaña fruto de la altitud, como es el caso de Reinosa en la cabecera del Ebro, con unas temperaturas muy bajas en invierno y un mes de enero con medias en torno a los 3º.
El meridional abarca el sur de la provincia de Badajoz, es decir, las tierras altas de la margen izquierda del Guadiana y una pequeña porción de la orilla derecha al norte de la capital. La penetración de los vientos atlánticos se realiza sin dificultad alguna, lo que conlleva unas precipitaciones en tomo a los 700 mm y de carácter invernal, característica ésta que lo asemeja con el anterior. Las diferencias estriban en que el ámbito sureño es 2 - 3° de media anual más cálido y sufre cuatro meses de sequía frente a uno, y no siempre, en la zona norte.